# Linus (périodique)
Pour les articles homonymes, voir Linus.
Linus est une revue mensuelle italienne de bandes dessinées, éditée pour la première fois en avril 1965 par Giovanni Gandini. 
Oreste Del Buono, l'un des fondateurs avec Gandini et Umberto Eco, en est le directeur à partir de 1972. La publication doit son nom à Linus van Pelt, personnage de la bande dessinée Peanuts de Charles M. Schulz. Elle est complétée durant quelques années par un supplément Alterlinus. Sa présentation comme son contenu ont directement inspiré à ses débuts la revue française Charlie Mensuel.

## Historique
« La plus importante et prestigieuse revue de bande dessinée italienne » doit son nom à Linus van Pelt, personnage de la bande dessinée Peanuts de Charles M. Schulz. Les fumetti paraissent tout d'abord dans les pages du quotidien de l'après-midi Paese Sera, émanation de L'Unità fondée en 1948. Le nom des personnages est alors traduit en italien. Giovanni Gandini obtient les droits d'édition en cédant sa collection de timbres à Schulz.
La revue Linus est publiée pour la première fois en avril 1965 avec un tirage de 50 000 exemplaires. La une présente sur un fond vert tendre le petit garçon flanqué de son éternelle couverture sous le titre en grandes minuscules blanches dans une police d'écriture encore extrêmement moderne aujourd'hui. Le mensuel est édité par la maison d'édition Milano Libri, issue de la librairie homonyme dirigée par la femme de Gandini, Annamaria Gregorietti. Le premier numéro de 1965 publie les interviews, par Umberto Eco, d'Elio Vittorini et d'Oreste Del Buono,.
L'objectif annoncé dans l'éditorial : « L'unico criterio di scelta di questa «letteratura grafica» è quello del valore delle singole opere, del divertimento che ne può trarre il lettore, oggi; non quello di un interesse puramente documentario o archeologico. » est d'offrir au lecteur une « littérature graphique » de qualité, divertissante, vivante, actuelle. 
Jusqu'alors la bande dessinée était presque exclusivement destinée à la jeunesse si ce n'est aux enfants à des fins le plus souvent éducatives, n'hésitant pas à défigurer l'expression des auteurs pour atteindre ce but. Veillant à ne pas rester enfermée dans une sphère de passionnés, Linus s'ouvre à un large public adulte, cultivé et sans préjugés, capable d'apprécier les œuvres pour elles-mêmes.
Outre les fumetti de Charles M. Schulz, Linus ouvre la porte à la contre-culture américaine mais également au mouvement panique, de Fernando Arrabal à Roland Topor en passant par Copi. Dans la « rivista dei fumetti e dell'illustrazione » (« revue de la bande dessinée et de l'illustration », sous-titre de Linus), apparaît aussi la sensuelle Valentina de Guido Crepax, Pogo, Krazy Kat, B.C., Dick Tracy et Corto Maltese d'Hugo Pratt. Au-delà de la présentation des nombreux fumetti américains et européens, la revue publie dans ses pages des discussions sur l'atmosphère politique du moment. Des auteurs tels que Michele Serra (it), Pier Vittorio Tondelli, Stefano Benni, Alessandro Baricco écrivent dans Linus.
Au cours de son histoire, avec toujours là les incontournables Peanuts, Linus présente encore la version dessinée par Alberto Breccia de l'L'Éternaute, Bristow, Beetle Bailey, Big Sleeping (it), Bobo (it), Calvin et Hobbes, Dilbert, Doonesbury, The Boondocks, Get Fuzzy, The Dropouts (it), Jeff Hawke, Cul de Sac, les planches satiriques de Jules Feiffer, Li'l Abner et Fearless Fosdick, Maakies (en), Monty (en), le Popeye d'Elzie Crisler Segar, les fumetti d'Andrea Pazienza et Kako (it) de Flora Graiff (it). Parmi les auteurs satiriques se trouvent aussi Altan, Angese (it), Michele De Pirro, Vauro Senesi, Renato Calligaro. Les super-héros de Marvel font leur apparition en Italie avec deux épisodes des Quatre Fantastiques publiés dans les pages des suppléments de Linus au milieu des années 1960. Les bandes dessinées américaines sont magistralement traduites, ciselant les nonsense de Pogo, les répliques des Peanuts et du Magicien d'Id, substituant au langage original le langage des jeunes italiens. Linus conquiert une position centrale dans le paysage de la bande dessinée et de la culture de la jeunesse italienne.
Giovanni Gandini dirige Linus jusqu'en 1972. Oreste Del Buono qui fut l'un des fondateurs en devient le directeur à partir de 1972. En 1981 la direction passe à Fulvia Serra puis à d'autres directeurs. En 1985, pour les vingt ans de la revue, sort l'almanach Il meglio di Linus, sous la direction de Fulvia Serra et Claudio Castellacci (it). Pour le passage au nouveau siècle, Linus s'ouvre à la dimension Internet, avec la publication de la rubrique Digital Graffiti et l'ouverture d'un blog. En 2007, les archives de Giovanni Gandini, mort l'année précédente, sont versées au centre APICE (Archivi della Parola, dell’Immagine e della Comunicazione Editoriale) de l'Université de Milan. La maison d'édition fait part, le 28 mai 2013, de la suspension temporaire de la revue, due à une série de problèmes, en affirmant la volonté d'en poursuivre la publication. Le 10 juin suivant, la Dalai Editore (it) annonce le retour en kiosque de la revue pour le 5 juillet 2013. À partir de décembre 2014 la revue est également disponible en version numérique sur le site de l'éditeur Baldini e Castoldi (it) pour un prix au numéro de 2,99 € pour la version numérique et de 4,90 € pour la version papier. Le mensuel est actuellement dirigé par Stefania Rumor, rédactrice en chef du titre depuis de nombreuses années. Le tirage de Linus a depuis longtemps dépassé le chiffre de 100 000 exemplaires.

## Le supplémentAlterlinus
Alterlinus (écrit tout en minuscules) est le supplément de la revue Linus. Dans ses pages apparaissent, pendant douze ans, quelques-unes des plus grandes signatures mondiales. Le premier numéro sort en janvier 1974. Il est constitué de 132 pages dans une reliure à dos plat et coûte 1 000 lires. Il est sous-titré « mensile di viaggi e d'avventura » (« mensuel de voyages et d'aventure »). La direction est composée d'Oreste Del Buono (responsable) et de Fulvia Serra (directrice artistique). Le premier numéro débute avec la bande dessinée Ulisse d'Homère-Lob-Pichard.
En janvier 1977, le supplément change son nom en Alteralter (toujours en minuscules) et voit le début de la collaboration de Sergio Toppi. Le premier numéro sous ce titre comporte 108 pages reliées à dos plat. Deux ans plus tard, en janvier 1979, apparaissent Altan et Claire Bretécher. Le numéro est toujours constitué de 108 pages mais désormais reliées avec un dos arrondi, les pages agrafées ont une dimension légèrement inférieure en hauteur et en largeur et le coût du numéro passe à 1 500 lires. Jusqu'en décembre 1979, le supplément est pratiquement toujours imprimé en noir et blanc en dehors de quelques nouvelles de Richard Corben.
En janvier 1980 la rédaction tente une expérimentation éditoriale changeant la pagination et séparant la revue en deux : d'une part 32 pages en couleurs unies entre elles par une espèce de dazibao et imprimées recto verso ; de l'autre un fascicule de 32 autres pages agrafées en noir et blanc comportant une unique et longue nouvelle. Le résultat du référendum lancé pour évaluer le nouveau format est catégorique : 5 000 non contre 205 oui. Après seulement quatre numéros, la revue retourne, avec l'édition de maggio-giugno 1980 anno 7 n° 5-6, à la précédente pagination, portant le nombre de pages à 84 et augmentant le prix à 2 000 lires. Le nombre de pages couleurs est cependant porté à la moitié du nombre total de pages de la revue. Significatif de la confusion qui régnait à l'époque, le numéro suivant, qui aurait dû être celui de juillet 1980, reprend la mention giugno 1980 anno 7 n° 7 et est suivi du numéro d'agosto 1980 anno 7 n° 8.
À partir du numéro d'août 1981, Fulvia Serra devient rédactrice en chef responsable de la revue. En janvier 1982, le mensuel réduit légèrement ses dimensions et la couverture est en papier couché. En janvier 1983 la revue retrouve son dos plein. En 1985 elle change à nouveau de format en l'agrandissant et change de nom pour devenir Il grande alter, chaque numéro traitant d'un sujet et sa périodicité devenant trimestrielle. Seuls le premier et le second sont numérotés. Le numéro 3 n'est jamais sorti, la troisième édition apparaissant sans numéro en couverture. Après cette dernière édition d'octobre-décembre 1986, le supplément cesse de paraître.

## LinusetCharlie
La présentation de Linus, comme son contenu, ont directement inspiré à ses débuts la revue française de bandes dessinées Charlie Mensuel qui a transmis cet héritage à l'hebdomadaire satirique Charlie Hebdo. Georges Wolinski, assassiné dans l'attentat du 7 janvier 2015, rappelait en 2000 à Libération : « À l'époque, on n'a fait que copier la formule d'un journal italien de BD qui s'appelait Linus ». Les Peanuts font en effet la couverture de trois des quatre premiers numéros du mensuel français puis encore du numéro 10 en 1969, des numéros 13, 22 et 23 en 1970, et de manière plus espacée les années suivantes.
Si des points communs rapprochent les deux revues, comme le nom tiré des Peanuts, le choix des auteurs publiés, la présentation minimaliste novatrice, le graphisme du titre en minuscules, des différences majeures existent entre Linus et Charlie, qui s'affirment dans leur sous-titre respectif : « Revue des bandes dessinées et de l’illustration » pour Linus, « Journal plein d’humour et de bandes dessinées » pour Charlie. La revue italienne promeut et analyse la bande dessinée que la participation d'auteurs de renom comme Umberto Eco ou Oreste Del Buono contribue à placer au rang de neuvième art. La publication satirique française refuse avec Wolinski de se voir rattachée à une quelconque valeur institutionnelle, fût-elle artistique : « La bande dessinée, c’est de la rigolade, c’est pas sérieux, ça ne sert à rien, c’est pas un art, c’est pas cultivé, c’est de la perte de temps, c’est pour ça que c’est chouette, c’est pour ça que c’est dangereux, c’est pour ça que c’est surveillé ».
Lorsqu'il est nommé rédacteur en chef de Charlie, Wolinski rencontre Giovanni Gandini. Honteux du plagiat, il dénonce ses petits camarades (« c'est pas moi, c'est les autres », parlant de l'auteur des Ritals et de Delfeil de Ton, les fondateurs de Charlie Mensuel). Gandini ne lui en tient pas rigueur bien au contraire : les choix éditoriaux communs se concrétisent dans l'échange des auteurs et des BD : Valentina de Guido Crepax contre Paulette de Georges Pichard. Stefania Rumor, directrice de rédaction de Linus, ajoute dans sa réaction à l'attentat contre Charlie Hebdo, que la citation du nom de Charlie Brown avait d'ailleurs à l'époque été considérée comme un hommage des éditeurs de Charlie et de Hara-Kiri dont l'équipe de Linus était affectivement très proche.

## Wolinus
Un encart de trente-deux pages, titré Wolinus et consacré aux meilleures planches de Georges Wolinski publiées dans les années 1970-1980 et dans le supplément Ali-Baba en 1967-1968, est inséré dans le numéro de Linus daté de février 2015. L'éditorial de Stefania Rumor titré « Libertino libertario » s'étonne de la pauvreté du débat qui a suivi l'attentat contre Charlie Hebdo évoqué dans la rubrique de Riccardo Marassi (it) « Un mese vissuto charlihebdomente ». L'éditorialiste s'agace avec Salman Rushdie de « ce satané groupe du « mais » » (« questo dannato gruppo del « ma » ») qui stigmatise la responsabilité de la rédaction du journal satirique en conditionnant la liberté d'expression. Elle rappelle l'amour de Wolinski pour les femmes, l'ironie de sa satire, sa légèreté joyeuse de « danseur de corde surprenant de profondeur » (« come un funambolo danzerino capace di cogliere il profondo »), sa passion pour le cinéma, pour Federico Fellini (à l'inverse de Jean-Luc Godard qui « [l]'emmerd[ait] »). Tuono Pettinato retrace en BD le parcours de Wolinski dans la rubrique « Fumettisti ragguardevoli ». La revue consacre également quatre pages au magazine turc Leman considéré comme la sœur siamoise de Charlie Hebdo.

## Claire Bretécher dansLinus
Claire Bretécher est publiée dans quarante-neuf numéros de Linus. Elle apparaît à partir du numéro d'octobre 1973 avec la série Un caso sociale : il Bolotto occidentale (Le Bolot occidental), sur sept numéros en alternance avec, à partir de janvier 1974, La pagina dei Frustrati (Les Frustrés), publiés durant trente-quatre numéros jusqu'en juillet 1978, et avec Cellulite (Cellulite), douze numéros entre juillet 1975 et septembre 1978.
On la retrouve dans quatre numéros du supplément Alter alter avec quatre histoires originellement publiées dans L'Écho des savanes et reprises en 1976 dans l'album Le Cordon infernal : « Michetta » (« Car tu deviens femme déjà », janvier 1979), « I problemi di Raul » (« Les Tracas de Raoul », juin 1979), « La vita appassionata di Giovanna d'Arco » (« La Vie passionnée de Jehanne d'Arc », août 1979) et « Il cordone infernale » (« Le Cordon infernal », novembre 1979).